# 1924년 동계 올림픽 유고슬라비아 선수단
1924년 동계 올림픽 유고슬라비아 선수단은 프랑스 샤모니에서 개최된 1924년 동계 올림픽에 참가한 올림픽 유고슬라비아 선수단이다. 단 4명의 선수만으로 참가했다.

## 크로스컨트리
| 종목       | 선수              | 기록      | 순위 |
| ---------- | ----------------- | --------- | ---- |
| 남자 18 km | 젠코 슈비겔       | 1:50:27.0 | 32위 |
| 남자 18 km | 블라디미르 카젤   | 2:00:43.0 | 34위 |
| 남자 18 km | 두시안 지나야     | 2:12:19.4 | 36위 |
| 남자 18 km | 미르코 판다코비츠 | DNF       | –    |
| 남자 50 km | 두시안 지나야     | DNF       | –    |
| 남자 50 km | 미르코 판다코비츠 | DNF       | –    |
| 남자 50 km | 젠코 슈비겔       | DNF       | –    |

## 범례
|  | 세계 신기록                  |  |                   | 아프리카 신기록 |                      | Q | 예선 통과 |
|  | 올림픽 신기록                |  | 북아메리카 신기록 | DNS             | 경기를 시작하지 않음 |   |           |
|  |                              |  | 아시아 신기록     | DNF             | 경기를 마치지 않음   |   |           |
|  | 국가 신기록                  |  | 유럽 신기록       | DSQ             | 실격                 |   |           |
|  | 개인 최고 기록 (개인 신기록) |  | 오세아니아 신기록 | WD              | 기권                 |   |           |
|  | 시즌 최고 기록 (시즌 신기록) |  | 남아메리카 신기록 | NM              | 기록 없음            |   |           |

## 참조
- (ed.) M. Avé, Comité Olympique Français. 《Les Jeux de la VIIIe Olympiade Paris 1924 - Rapport Officiel》 (PDF) (프랑스어). Paris: Librairie de France. 2008년 4월 10일에 원본 문서 (PDF)에서 보존된 문서. 2008년 1월 31일에 확인함.
- “Olympic Medal Winners”. International Olympic Committee. 2008년 6월 10일에 확인함.
- 1924년 동계 올림픽 관련